# Kjell-Rune Milton
Kjell-Rune Milton (Umea, Suecia; 26 de mayo de 1948 – Mölndal, Suecia; 6 de septiembre de 2023) fue un jugador y entrenador sueco de hockey sobre hielo que jugó en la posición de defensa.

## Carrera

### Club
|           |                    |             |          | Playoffs | Playoffs    | Playoffs | Playoffs | Playoffs |
| Temporada | Equipo             | Liga        | Partidos | Goles    | Asistencias | Puntos   | Penales  |          |
| --------- | ------------------ | ----------- | -------- | -------- | ----------- | -------- | -------- | -------- |
| 1965–1966 | Tegs SK            | Division 2  | -        | -        | -           | -        | -        |          |
| 1966–1967 | Tegs SK            | Division 2  | -        | -        | -           | -        | -        |          |
| 1967–1968 | Tegs SK            | Division 1  | 21       | 2        | 6           | 8        | 8        |          |
| 1968–1969 | Tegs SK            | Division 2  | -        | -        | -           | -        | -        |          |
| 1969–1970 | Modo AIK           | Division 1  | 26       | 6        | 8           | 14       | 0        |          |
| 1970–1971 | Modo AIK           | Division 1  | 25       | 6        | 10          | 16       | 6        |          |
| 1971–1972 | Modo AIK           | Division 1  | 20       | 3        | 6           | 9        | 10       |          |
| 1972–1973 | Västra Frölunda IF | Division 1  | 28       | 4        | 7           | 11       | 6        |          |
| 1973–1974 | Västra Frölunda IF | Division 1  | 28       | 5        | 4           | 9        | 4        |          |
| 1974–1975 | Västra Frölunda IF | Division 1  | 30       | 4        | 6           | 10       | 14       |          |
| 1975–1976 | Kölner EC          | Bundesliga  | 35       | 7        | 6           | 13       | 12       |          |
| 1976–1977 | Kölner EC          | Bundesliga  | 44       | 13       | 18          | 31       | 30       |          |
| 1977–1978 | Kölner EC          | Bundesliga  | 42       | 14       | 14          | 28       | 29       |          |
| 1978–1979 | IFK Bäcken         | Division 1  | 26       | 5        | 7           | 12       | 30       |          |
| 1979–1980 | IFK Bäcken         | Division 1  | 26       | 5        | 10          | 15       | 8        |          |
| 1980–1981 | SK Djerv           | 1. divisjon | -        | 10       | 12          | 22       | -        |          |
| 1981–1982 | Mölndals IF        | Division 2  | 21       | 10       | 25          | 15       | 0        |          |
| 1982–1983 | Mölndals IF        | Division 2  | 26       | 6        | 18          | 24       | 0        |          |
| 1985–1986 | Lerums BK          | Division 3  | -        | -        | -           | -        | -        |          |
| 1986–1987 | Lerums BK          | Division 3  | -        | 6        | 16          | 22       | -        |          |

### Selección nacional
Jugó para Suecia en 47 ocasiones de 1969 a 1975 y anotó 11 puntos, participó en los Juegos Olímpicos de Sapporo 1972 y en cinco ediciones del Campeonato Mundial de Hockey sobre Hielo Masculino.

### Estadísticas
| Año  | Selección     | Torneo |    | Partidos | Goles | Asistencias | Puntos | Penales |
| ---- | ------------- | ------ | -- | -------- | ----- | ----------- | ------ | ------- |
| 1967 | Suecia sub-20 | CMJ    | 5  | 3        | -     | -           | -      |         |
| 1969 | Suecia        | CM     | 7  | 4        | 2     | 6           | 2      |         |
| 1970 | Suecia        | CM     | 10 | 0        | 1     | 1           | 4      |         |
| 1971 | Suecia        | CM     | 9  | 0        | 1     | 1           | 6      |         |
| 1972 | Suecia        | JO     | 4  | 0        | 0     | 0           | 2      |         |
| 1974 | Suecia        | CM     | 9  | 0        | 1     | 1           | 6      |         |
| 1975 | Suecia        | CM     | 8  | 1        | 1     | 2           | 0      |         |

## Entrenador
| Periodo   | Club         |
| --------- | ------------ |
| 1982-1983 | Mölndals IF  |
| 1985-1987 | Lerums BK    |
| 1988-1989 | Lerums BK    |
| 2002-2003 | HK Kings     |
| 2006-2008 | Göteborgs IK |
| 2009-2011 | Lerums BK    |
| 2011-2013 | Göteborgs IK |

## Logros
- Bundesliga de Hockey sobre Hielo (1): 1977